# Psapp
A Psapp (IPA: /ˈsæp/ vagy /ˈpsæp/) egy brit elektronikus zenei együttes. 2002-ben alakultak Londonban. Duóként tevékenykednek, tagjai: Galia Durant és Carim Clasmann. Dalaik hallhatók A narancsvidék és Kés/alatt című sorozatokban is. A Grace klinika főcímdalát is ők szerezték. Jellemző rájuk a humor is.

## Diszkográfia
- Tiger, My Friend (2004)
- The Only Thing I Ever Wanted (2006)
- The Camel's Back (2008)
- What Makes Us Glow (2013)
- Tourists (2019)

## Egyéb kiadványok
EP-k
- Do Something Wrong (2003)
- Rear Moth (2004)
- Buttons and War (2004)
- Early Cats and Tracks (2006)
- Hi (2006)
- Early Cats and Tracks Volume 2 (2009)